# Martine Sarda
Martine Sarda, né le 18 août 1954, est une joueuse de pétanque française. 

## Clubs
- ?-? : AS Cheminots Montpellier (Hérault)
- ?-? : Team Nicollin Montpellier (Hérault)
- ?-? : Élite Club Ambert (Puy-de-Dôme)
- ?-? : Castelnau Pétanque (Hérault)
- ?-? : Lattes Sport Pétanque (Hérault)

## Palmarès[1]

### Séniors

#### Championnats de France
Championne de France
- Doublette 1986 (avec Sylvie Cobos) : AS Cheminots Montpellier
- Doublette mixte 1996 (avec Michel Schatz) : Team Nicollin Montpellier
- Doublette mixte 1997 (avec Michel Schatz) : Team Nicollin Montpellier
- Doublette mixte 1998 (avec Michel Schatz) : Team Nicollin Montpellier

Finaliste
- Doublette mixte 2000 (avec Michel Schatz) : Team Nicollin Montpellier
- Doublette 2001 (avec Marie-Christine Virebayre) : Team Nicollin Montpellier

#### Mondial La Marseillaise
Vainqueur
- 2006 (avec Virginie Lauer et Muriel Scuderi)

#### Millau

##### Mondial à pétanque de Millau (2003-2015)
Vainqueur
- Doublette 2006 (avec Muriel Scuderi)